# Roggenburg
Roggenburg (en francés Roggenbourg, hispanizado Roggemburgo) es una comuna suiza del cantón de Basilea-Campiña, situada en el distrito de Laufen. Limita al norte con la comuna de Kiffis (FRA-68), al este con Kleinlützel (SO), al sureste con Liesberg, al sur con Soyhières (JU) y Movelier (JU), al suroeste con Ederswiler (JU), y al noroeste con Pleigne (JU).